# すてきなダンス
「すてきなダンス」（原題 : I'm Happy Just to Dance with You）  は、ビートルズの楽曲である。1964年に公開された主演映画『ビートルズがやって来るヤァ!ヤァ!ヤァ!』のサウンドトラックとして書かれた楽曲で、同作のサウンドトラック盤にあたる3作目のイギリス盤オリジナル・アルバム『ハード・デイズ・ナイト』やユナイテッド・アーティスツ編集盤『A Hard Day's Night』にも収録された。レノン＝マッカートニーの作品で、リード・ボーカルはジョージ・ハリスンが務めた。
ビートルズ活動期のイギリスではシングル・カットされなかったが、アメリカではシングル盤『ぼくが泣く』のB面としてリカットされ、8月1日付のBillboard Hot 100で最高位95位を記録した。日本でも翌年にシングル・カットされ、B面には『テル・ミー・ホワイ』が収録された。

## 背景・曲の構成
レノン＝マッカートニーの作品で、ハリスンがリード・ボーカルを務めた楽曲。ハリスンがリード・ボーカルを務めたレノン＝マッカートニーの作品は「ドゥ・ユー・ウォント・トゥ・ノウ・ア・シークレット」以来2曲目となる。1980年の『プレイボーイ』誌のインタビューでジョン・レノンは「ジョージのために書いた曲。僕は歌えなかった」と語っている。ポール・マッカートニーも、1997年に出版された伝記の中で「映画でジョージに歌ってもらうために作った曲。定型ものさ。キーがEの曲でA♭マイナーに行こうとするとだいたいこんな風になる。このコード進行にはいつもわくわくさせられる」と語っている。
「すてきなダンス」のレコーディングは、1964年3月1日にEMIレコーディング・スタジオに行われた。これは通常労働日ではない日曜日にEMIレコーディング・スタジオを使用した初の例となった。

## リリース
「すてきなダンス」は、アメリカでは1964年6月26日にユナイテッド・アーティスツ・レコードから発売された『A Hard Day's Night』、イギリスでは7月10日にパーロフォンから発売されたオリジナル・アルバム『ハード・デイズ・ナイト』の収録曲として発売された。アメリカでは7月20日に発売されたキャピトル編集盤『サムシング・ニュー』にも収録された。ビートルズ活動期のイギリスではシングル・カットされなかったが、アメリカではシングル盤『ぼくが泣く』のB面としてリカットされ、8月1日付のBillboard Hot 100で最高位95位を記録した。日本でも翌年にシングル・カットされ、B面には「テル・ミー・ホワイ」が収録された。また、本作は1982年に発売されたシングル盤『ザ・ビートルズ・ムービー・メドレー』のB面にも収録された。
BBCセッションでも演奏され、1964年7月17日にロンドンにあるBBCのスタジオでレコーディングされた音源が、同年8月3日に放送された。映画『ビートルズがやって来るヤァ!ヤァ!ヤァ!』のテレビ放送のリハーサルのシーンでは、ピアノのみのインストゥルメンタルが使用された。

## クレジット
※出典
- ジョージ・ハリスン - リード・ボーカル、リードギター
- ジョン・レノン - バッキング・ボーカル、リズムギター
- ポール・マッカートニー - バッキング・ボーカル、ベース
- リンゴ・スター - ドラム、ジャンベ
- ジョージ・マーティン - プロデュース
- ノーマン・スミス - エンジニア

## チャート成績（ビートルズ版）
| チャート (1964年)    | 最高位 |
| -------------------- | ------ |
| US Billboard Hot 100 | 95     |
| US Cash Box Top 100  | 91     |

## カバー・バージョン

### アン・マレーによるカバー
アン・マレーは、1980年に発売したアルバム『倖わせの岸辺』に「すてきなダンス」のカバー・バージョンを収録した。ビートルズ・バージョンと異なり、マレーによるカバー・バージョンはアダルト・コンテンポラリー調のバラードとなっている。
1980年6月にシングル・カットされ、Billboard Hot 100で最高位64位、Hot Country Songsで最高位23位、Adult Contemporaryチャートで第13位を記録した。

#### チャート成績（アン・マレー版）
| チャート (1980年)                 | 最高位 |
| --------------------------------- | ------ |
| Canada Adult Contemporary (RPM)   | 1      |
| Canada Country Tracks (RPM)       | 10     |
| Canada Top Singles (RPM)          | 74     |
| US Billboard Hot 100              | 64     |
| US Country (Billboard)            | 23     |
| US Adult Contemporary (Billboard) | 13     |

### その他のアーティストによるカバー
- ロス・インパラ（スペイン語版） - 1965年に発売されたアルバム『Nuevamente Los Impala』に収録。スペイン語によるカバーで、タイトルは「Quiero bailar contigo」となっている[13]。
- ザ・サークル（英語版） - 1967年に発売されたアルバム『Neon』に収録[14]。
- ランディ・バックマン（英語版）&バートン・カミングス（英語版） - 2007年に発売されたアルバム『Jukebox』に収録[15]。
- スミザリーンズ（英語版） - 2008年に発売されたアルバム『B-Sides The Beatles』に収録[16]。